# Menus Bedell
Pour les articles homonymes, voir Bedell.
Parmenus "Menus" Bedell, né le 15 juin 1883 à Baldwin et mort le 9 novembre 1965 à Nassau, est un coureur cycliste sur piste américain.

## Biographie
Il est le fils de Parmenus Bedell et de Sarah J Abrams et le frère cadet de John Bedell, lui aussi coureur.
Menus Bedell commence à courir à l'âge de 14 ans et à 15 ans, il est champion américain devant Shoffield et Geo Collett. Jusqu'en 1901, il domine la scène de la vitesse amateur américaine. En 1901, il passe professionnel.
À partir de 1902, lui et son frère John participent à plusieurs reprises aux Six Jours de New York et deviennent populaire au Madison Square Garden.
Il participe aux Jeux olympiques de 1904 dans les épreuves pour les professionnels, non reconnues comme olympiques.
Le 15 février 1905, il part pour Paris,. Les succès de ses compatriotes américains l'incite à devenir coureur de demi-fond,. Dès avril 1905, il se confronte aux grands noms Guignard, Gougoltz, Darragon et Nat Butler,,,. Il retourne aux États-Unis en juin et revient à la vitesse.
Sa deuxieme place, avec son frère aux Six Jours de New York 1905 est controversée,.
En 1907, il revient en Europe. Il court plusieurs fois sur les pistes parisiennes,,,. Il bat Verbist à Anvers, avant de se rendre pour la première fois en Allemagne avec son frère John. À Berlin-Spandau, le 29 septembre, sur 100 kilomètres, il se confronte à Paul Guignard, John Bedell, Bobby Walthour Sr., Bruno Salzmann et Arthur Vanderstuyft. Au coup de sifflet final, de la première manche, Menus Bedell est en tête, mais est rapidement dépassé par Guignard et Walthour. Bedell finit par les rattraper, et les trois hommes continuent de rouler côte à côte jusqu'à ce que Bedell reprenne la tête. Une ovation tonitruante retentit dans la foule, reconnaissant les efforts de Bedell,,. Il retourne aux États-Unis en octobre.
Avec John, ils font de nouveau une tournée en Europe, en mai 1908, et passe de nouveau par l'Allemagne,. Menus Bedell tombe et se casse la clavicule au Six Jours de New York 1908.
En 1911, il est membre du bureau de l'American Racing Cyclists' Union (ARCU), syndicat des coureurs américains, affilié à la National Cycling Association (NCA), il en devient  plus tard le président et démissionne en 1913. Il tombe et se luxe l'épaule au Six Jours de New York 1911,.
Il participe aux Championnats du monde de cyclisme sur piste en 1912 en demi-fond professionnels, il finit 5e de la finale. Il se casse la clavicule au Six Jours de Boston,.
Le 30 juin 1917, il bat le record américain du mile derrière entraineur en 1 min. 4 s. et 1/5, ainsi que les records des 3, 4 et 5 miles, le même jour et du 10 miles le 7  juillet.
Il court encore en tandem avec son frère en 1922,.

## Palmarès

### Championnats des États-Unis
- 1899
  -  Champion des États-Unis de vitesse - amateur
- 1904
  - 3e du championnat des États-Unis de vitesse[40]

### Six jours
- 1905
  - 2e des Six Jours de New York, associé à John Bedell

- 1910
  - 3e des Six Jours de Buffalo, associé à John Bedell

- 1912
  - 3e des Six Jours de Boston, associé à Ernie Pye

- 1915
  - 3e des Six Jours de Boston, associé à Jake Magin

### Autres
- Prix Alfred Köcher, Berlin-Spandau : 1907